# Personaggi di Persona 5

Logo del gioco

Questa è la lista dei personaggi di Persona 5, videogioco di ruolo pubblicato da Atlus nel 2016, diretto da Katsura Hashino e appartenente alla serie Shin Megami Tensei: Persona. Molti di essi appaiono anche in Persona 5: Dancing in Starlight (2018), nella serie animata Persona 5: The Animation (2018) e in altre opere derivate.

## Ladri Fantasma di Cuori

### Protagonista

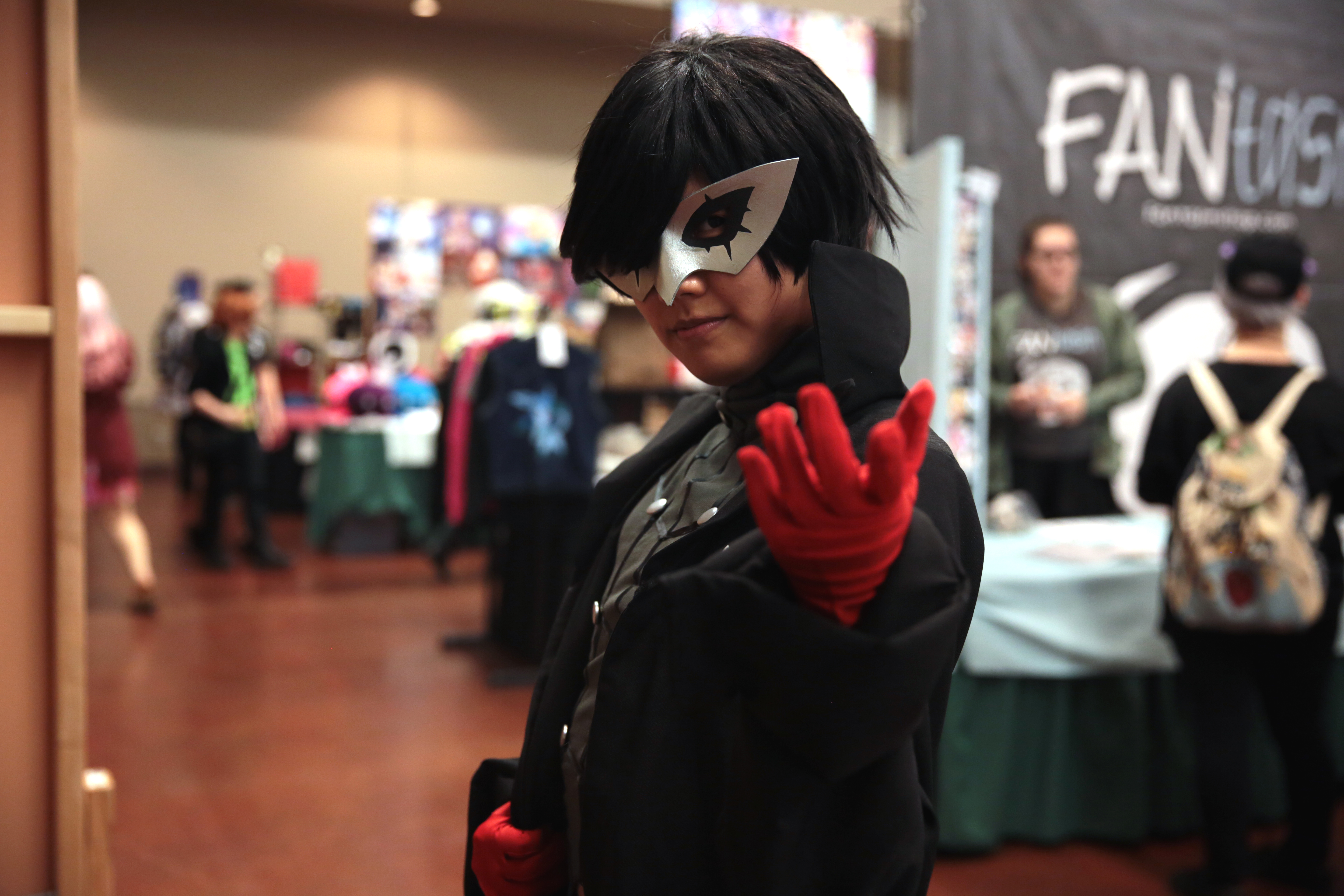
Cosplay del protagonista

Il protagonista è il principale personaggio di Persona 5 e il leader dei Ladri Fantasma di Cuori. Sebbene il giocatore possa dargli un nome a sua scelta, i nomi canonici del protagonista sono Ren Amamiya, che viene utilizzato in Persona 5: The Animation e nella maggior parte delle altre apparizioni, e Akira Kurusu, utilizzato invece nell'adattamento manga del gioco. Egli è uno studente del secondo anno di superiori che viene espulso a causa di una falsa accusa di aggressione da parte di un politico corrotto. Di conseguenza, lascia la sua città natale e si trasferisce a Tokyo, dove viene accolto nel locale di Sōjirō, un amico di famiglia. Dopo il suo trasferimento all'Accademia Shujin, dove trascorre un periodo di un anno, lui e un gruppo di altri studenti scoprono di possedere un potere soprannaturale noto come Persona. Poco dopo, formano un gruppo di giustizieri noto come i Ladri Fantasma di Cuori, che iniziano a esplorare il Metaverso, un regno metafisico costituito dalla manifestazione fisica dei desideri subconsci dell'umanità, per rimuovere l'intento malevolo dai cuori delle persone. Il nome in codice che il protagonista adotta quando è in missione con i Ladri Fantasma è "Joker".
Il protagonista può contare sul "Jolly", un'abilità che gli consente di disporre di più Personae contemporaneamente e di fonderne insieme per crearne di nuove. Il fatto di potere usare più Persone diverse, lo rende un individuo fuori dall'ordinario indicando che ha il potere di cambiare il mondo intero. La sua prima Persona è Arsène dell'Arcano del Matto, e combatte con coltelli e pistole. La sua Persona più potente è Satanael, l'equivalente gnostico del diavolo, un'entità divina che può sfruttare il potere dei sette peccati capitali. Tramite DLC ottenibile in Persona 5 Royal, può inoltre utilizzare la Persona Raoul, riferimento all'alias di Arsène Lupin. Joker è doppiato nel gioco in giapponese da Jun Fukuyama e da Xander Mobus in quello in inglese. Joker appare anche nei giochi spin-off della serie Persona 5: Dancing in Starlight, Persona Q2: New Cinema Labyrinth, nel picchiaduro crossover Super Smash Bros. Ultimate e in altre pubblicazioni correlate alla serie Persona. È stato interpretato da Hiroki Ino in Persona 5: The Stage.

### Ryūji Sakamoto
Ryūji Sakamoto (坂 本 竜 司?, Sakamoto Ryūji) è il primo membro ad entrare nei Ladri Fantasma di cuori assieme al protagonista. Il creatore del gioco Katsura Hashino definisce Ryūji un provocatore, ma un "bravo ragazzo". Ryūji è estremamente permaloso e giunge a ricorrere alla violenza anche di fronte alle provocazioni più lievi. Proviene da una famiglia con un padre violento che abbandonò lui e sua madre. Ryūji era in precedenza il corridore principale della squadra di atletica leggera dell'Accademia Shujin. Fu costretto a smettere quando si ruppe una gamba a causa di un'aggressione da parte di Kamoshida. Quando Ryūji si ribellò all'insegnante, quest'ultimo fece sospendere la squadra di atletica e incolpò Ryūji dell'incidente. In seguito a ciò, Ryūji si guadagnò la reputazione di teppista della scuola. Quando è in missione con i Ladri Fantasma, Ryūji usa il nome "Skull".
La Persona di Ryūji è Captain Kidd. In battaglia, combatte con mazze e fucili a pompa. Come Confidente, Ryūji rappresenta l'Arcano del Carro il cui potere consente ai Ladri Fantasma di sconfiggere facilmente le Ombre di basso livello. Il protagonista aiuta Ryūji a riscoprire il suo amore per la corsa e a fare pace con gli altri membri della squadra di atletica leggera. Nonostante abbia riunito la squadra, Ryūji sceglie però dedicarsi alla sua passione da solo. Quando il livello da Confidente di Ryūji raggiunge il livello più alto, la Persona di Ryūji si trasforma in Seiten Taisei. In Persona 5 Royal, la sua Persona può evolversi in William. In segno di gratitudine, dona al protagonista un orologio sportivo quando quest'ultimo lascia Tokyo. Portando il suo Confidente al massimo livello si potrà ottenere la fusione di Chi You.  Ryūji è doppiato da Mamoru Miyano nel gioco in giapponese mentre in lingua inglese viene doppiato da Max Mittelman. È stato invece interpretato da Kouhei Shiota in Persona 5: The Stage.

### Morgana
Morgana (モルガナ?, Morugana) è un gatto antropomorfo trovato dal protagonista e Ryūji nel Palazzo di Kamoshida. Grazie alla sua vasta conoscenza del Metaverso, Morgana è la loro guida prima dell'entrata di Futaba nei Ladri Fantasma. Hashino definisce Morgana un personaggio simile a Teddie di Persona 4 nonché il mentore dei Ladri Fantasma. Fuori dal Metaverso, Morgana assume le sembianze di un gatto nero e vive con il Protagonista. Morgana è infatuato di Ann e litiga costantemente con Ryūji. Nonostante abbia un nome femminile, Morgana asserisce di essere un maschio. Il suo nome in codice da Ladro Fantasma è "Mona".
La Persona di Morgana è Zorro, che Hashino considera la sua forma umana ideale. Morgana combatte con una fionda e una spada ricurva. Quando si trova nel Metaverso, Morgana può trasformarsi in una monovolume che funge da mezzo di trasporto dei Ladri Fantasma. In qualità di Confidente, Morgana rappresenta l'Arcano del Mago, abilità che permette a Joker di creare svariati strumenti da usare nel Metaverso. Il Confidente di Morgana avanza automaticamente e quando raggiunge l'ultimo livello, la Persona di Morgana si trasforma in Mercurio. In Persona 5 Royal, la sua Persona può evolversi in Diego. Portando il suo Confidente al massimo livello si potrà ottenere la fusione di Futsunushi. Morgana chiede al protagonista di aiutarlo a scoprire la sua vera natura e crede di essere stato un tempo umano. Quando i Ladri Fantasma si addentrano nel nucleo dei Memento, Morgana scopre di essere stato creato da Igor per aiutare a guidare Joker contro Yaldabaoth. Quando quest'ultimo viene sconfitto, la forma di Morgana nel Metaverso svanisce e giura di rimanere con Joker nella speranza di diventare umano. Morgana è doppiato da Ikue Ōtani nel gioco in giapponese e da Cassandra Lee Morris nella versione in inglese.

### Ann Takamaki
Ann Takamaki (杏 巻 杏?, Takamaki An), nella versione giapponese Anne, è una ragazza di origine parzialmente statunitense e compagna di classe del protagonista. Parla fluentemente l'inglese e fa la modella come hobby. Nonostante la sua popolarità e il suo aspetto avvenente, Ann viene evitata dalle ragazze della sua classe a causa di una presunta relazione con l'insegnante di educazione fisica Kamoshida. Hashino descrive Ann come "l'anima della festa che segnerà il destino dei personaggi principali". Il suo nome in codice da Ladra Fantasma è "Panther".

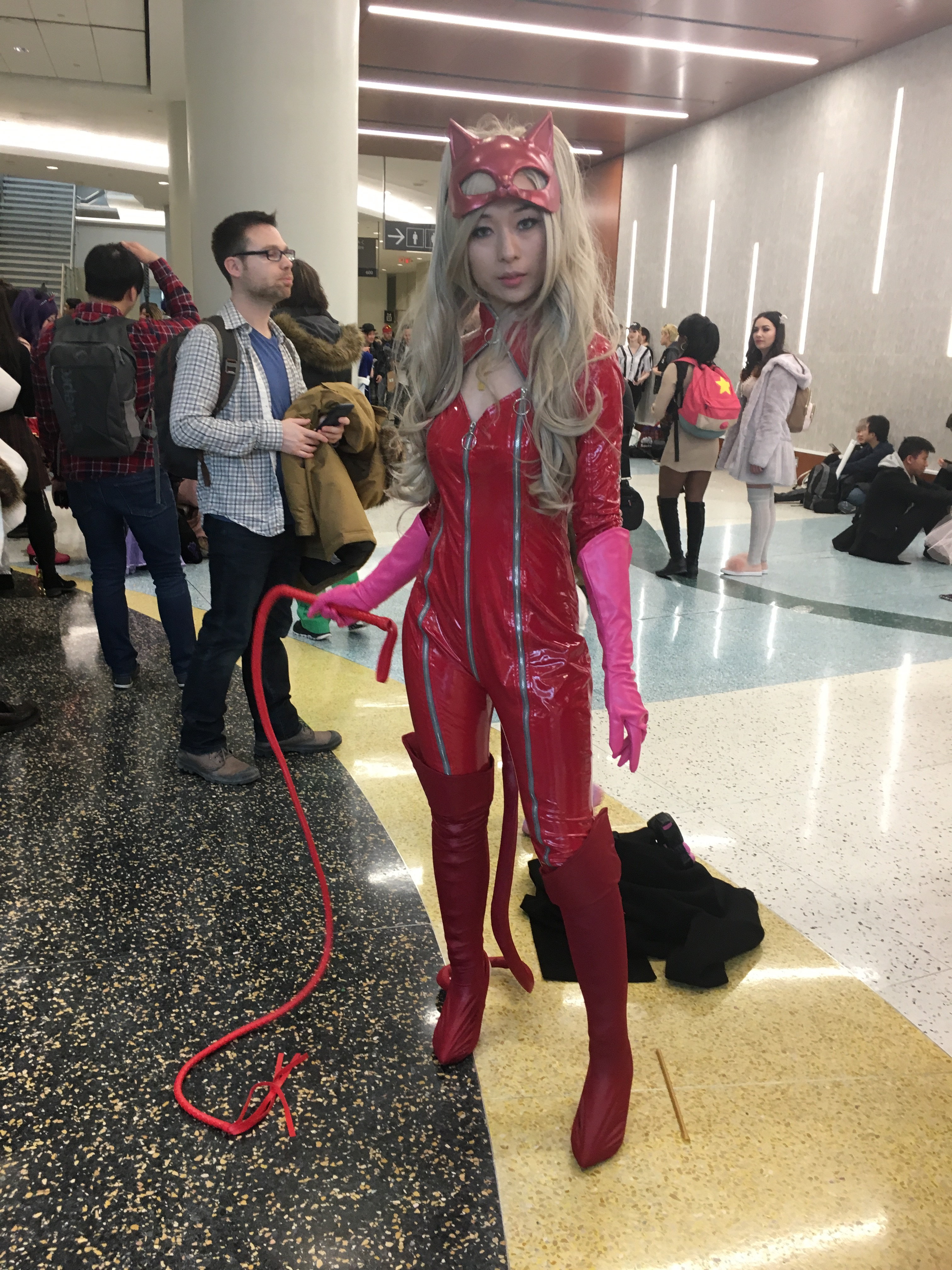
Cosplay di Ann Takamaki

Si unisce ai Ladri Fantasma quando la sua migliore amica Shiho Suzui tenta il suicidio a causa di Kamoshida. La sua Persona è Carmen, che Hashino definisce una "donna fatale". Ann combatte armata di fruste e mitragliatrici. Ann simboleggia l'Arcano degli Amanti e la sua abilità permette al protagonista di negoziare più facilmente con le Ombre. Durante la loro amicizia, Ann lavora su se stessa e inizia a prendere sul serio la sua carriera di modella.
Quando il suo Confidente raggiunge il massimo livello, la Persona di Ann si evolve in Ecate. In Persona 5 Royal, la sua Persona può evolversi in Célestine. Al termine del gioco, dona a Joker una rivista di moda quando lascia Tokyo. Portando il suo Confidente al massimo livello si potrà ottenere la fusione di Ishtar. Se il protagonista intraprende una relazione amorosa con lei, gli regala un paraorecchie per Natale. Nella versione in giapponese del gioco, Ann è doppiata da Nana Mizuki e da Erika Harlacher in quella in inglese. È stata invece interpretata da Yuki Odera in Persona 5: The Stage.

### Yūsuke Kitagawa
Yūsuke Kitagawa (介 多 川 祐 介?, Kitagawa Yūsuke) è uno studente nel dipartimento di belle arti della Kosei High School. Si presenta come un giovane composto, elegante, accogliente, eccentrico e perspicace, ha una profonda passione per l'arte e si preoccupa dell'estetica del suo ambiente. Essendo povero, salta spesso i pasti per risparmiare denaro al fine di acquistare materiali per realizzare le sue opere d'arte e mangia avidamente quando ne ha la possibilità. Nel Metaverso, usa il nome in codice "Fox". La madre di Yūsuke morì quando egli aveva tre anni lasciandolo orfano e fu accolto dal suo mentore e pittore Ichiryūsai Madarame. Inizialmente, Yūsuke considera Madarame una figura paterna e lo idolatra per aver creato il suo dipinto preferito, Sayuri. Tuttavia, durante gli eventi del gioco, scopre che la Sayuri è in realtà un autoritratto di sua madre che sorregge Yūsuke da bambino e che Madarame l'ha lasciata morire per rubare i meriti dell'opera. Inoltre, lo stesso Madarame avrebbe ritoccato l'immagine nascondendo la figura di Yūsuke per rendere più suggestivo e misterioso il ritratto.
La Persona di Yūsuke è Goemon, ispirato all'omonimo fuorilegge. Combatte con delle katana e dei fucili d'assalto. In qualità di Confidente, Yūsuke rappresenta l'arcano dell'Imperatore ed è capace di copiare le carte abilità. Dopo il risveglio del cuore di Madarame, Yūsuke ha difficoltà a riconquistare la sua capacità di creare arte. Il protagonista aiuta pertanto l'aspirante artista a riscoprire il suo talento, il suo amore per l'arte e a vedere la bellezza del mondo che lo circonda. Più tardi, Yūsuke realizza il dipinto Speranza e desiderio.
Quando il suo Confidente raggiunge il massimo livello, la Persona di Yūsuke si evolve in Kamu Susano-o. In Persona 5 Royal, la sua Persona può evolversi in Gorokichi. Alla fine del gioco, dona a Joker il dipinto Speranza e desiderio in segno di gratitudine. Portando il suo Confidente al massimo livello si potrà ottenere la fusione di Odino. Yūsuke è doppiato da Tomokazu Sugita nel gioco in giapponese e da Matthew Mercer in quello in inglese. È stato interpretato da Koji Kominami in Persona 5: The Stage.

### Makoto Niijima
Makoto Niijima (新島 真?, Niijima Makoto) è la presidente del consiglio studentesco della Shujin nonché migliore studentessa della scuola. Makoto è considerata il cervello dei Ladri Fantasma. Ha una personalità acuta e analitica, è capace di teorizzare nelle situazioni più difficili ed elaborare valide strategie durante le missioni dei Ladri Fantasma. Nonostante la sua apparenza sicura, soffre di un complesso di inferiorità che la spinge a lavorare costantemente su se stessa per compensare la sua insicurezza. Ammira la sorella Sae ma sente di essere un peso per lei. Durante le missioni con i Ladri Fantasma usa il nome in codice "Queen".
Makoto inizia a pedinare i Ladri Fantasma per trovare informazioni su richiesta del preside Kobayakawa. Dopo aver scoperto la loro identità, incarica la squadra di cambiare il cuore del boss mafioso Junya Kaneshiro, ma dopo essere stata provocata dall'Ombra di Kaneshiro risveglia la propria Persona e si unisce lei stessa ai Ladri Fantasma. La Persona di Makoto è Ioanna, e combatte con pistole revolver e tekkō.
In qualità di Confidente, Makoto rappresenta la Papessa il cui potere consente ai Ladri Fantasma di avere informazioni sui nemici durante il combattimento. Se il giocatore decide di intraprendere l'amicizia con lei, Makoto decide di conoscere meglio i suoi compagni di classe e fa amicizia con Eiko Takao. Makoto scoprirà che la sua amica ha una relazione con Tsukasa, un uomo sospetto che manipola le ragazze per farle compiere attività illegali a Shinjuku. Con l'aiuto del protagonista, Makoto rivela la vera natura di Tsukasa a Eiko e decide di diventare una poliziotta seguendo le orme del padre deceduto.
Quando il livello del Confidente di Makoto raggiunge il livello più alto, la Persona di Makoto si evolve in Anat. In Persona 5 Royal, la sua Persona può evolversi in Agnes. Alla fine del gioco, Makoto dona al protagonista una calcolatrice "Buchi". Portando il suo Confidente al massimo livello si potrà ottenere la fusione di Cibele. Se il giocatore decide di intraprendere una relazione con lei, Makoto dona al protagonista un orologio da polso per Natale. Makoto è doppiata in giapponese da Rina Satō e in inglese da Cherami Leigh.

### Futaba Sakura
Futaba Sakura (佐 倉 双 葉?, Sakura Futaba) è la figlia adottiva di Sōjirō Sakura (il proprietario del bar in cui vive il protagonista). Abilissima hacker, Futaba ha molta paura dei luoghi affollati e all'inizio del gioco vive in un perenne stato di reclusione nella casa di Sōjirō. Dopo aver assistito alla morte di sua madre Wakaba Isshiki che fu investita da un'auto, Futaba fu accusata ingiustamente e in maniera ufficiosa di essere stata la responsabile del suo presunto suicidio. Dopo aver trascorso del tempo con i suoi familiari che la maltrattarono accusandola di aver ucciso Wakaba, Sōjirō decise di farla vivere a casa sua. Soffre di depressione e allucinazioni uditive che le fanno rivivere i momenti più bui della sua vita. Futaba ha un carattere riservato e ha un Palazzo che si presenta come una piramide egizia simboleggiante il peccato dell'ira (nello specifico, l'odio verso se stessa per il presunto ruolo nella morte della madre). L'Ombra di Futaba rappresenta le emozioni positive represse della ragazza e aiuta i Ladri Fantasma ad attraversare il suo Palazzo. Durante la trama, Futaba ricatta i Ladri Fantasma nascondendosi dietro lo pseudonimo "Alibaba" per costringerli a risvegliare il suo cuore. Dopo essere entrata nel suo stesso Palazzo e aver scoperto la verità sulla morte di Wakaba, Futaba risveglia la Persona Necronomicon e aiuta i Ladri Fantasma a sconfiggere una perfida sfinge cognitiva dalle sembianze di sua madre. Quando entra nei Ladri Fantasma, rimpiazza Morgana nel ruolo di navigatore del gruppo. Futaba usa il nome in codice "Oracle" ("Navi" nella versione giapponese del gioco).

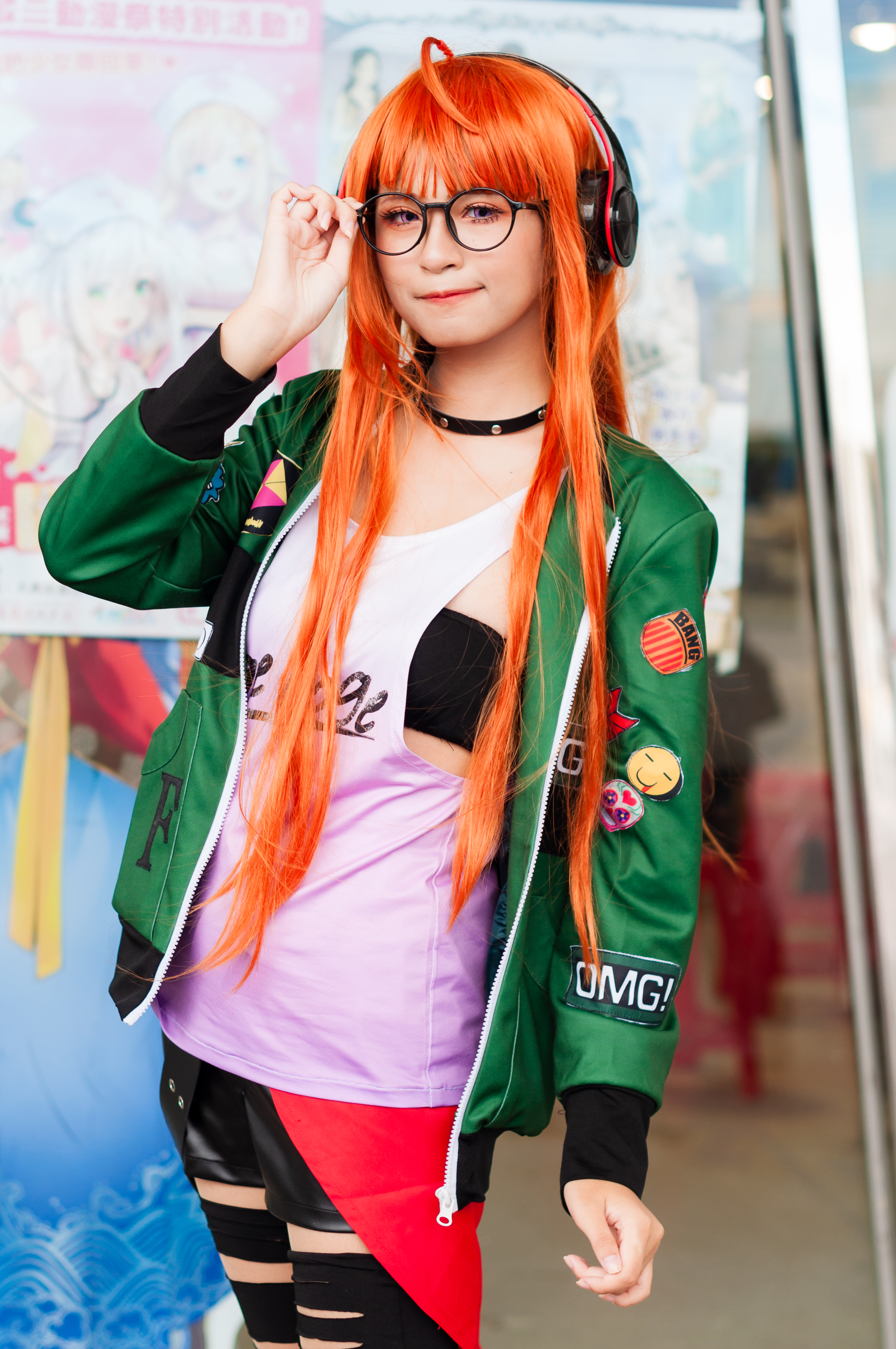
Cosplay di Futaba

In qualità di Confidente, Futaba rappresenta l'Arcano dell'Eremita, che concede ai Ladri Fantasma vari bonus e potenziamenti durante i combattimenti e nell'attraversamento dei Memento. Dopo aver imparato ad adattarsi a una vita normale grazie al protagonista, fa una "lista di promesse" di obiettivi che vuole raggiungere. Durante la relazione di amicizia con Joker, Futaba rivela che in gioventù era stata vittima di bullismo per la sua intelligenza e che ha sempre avuto una sola amica di nome Kana. Durante il gioco, Futaba scopre che i genitori di Kana hanno da sempre abusato di lei. Quando i Ladri Fantasma cambiano il cuore dei genitori di Kana, le due ragazze ricominciano a frequentarsi.
Quando il Confidente di Futaba raggiunge il massimo livello, la sua Persona si evolve in Prometeo. In Persona 5 Royal, la sua Persona può evolversi in Al Azif. Quando il protagonista lascia Tokyo alla fine del gioco, lei gli dona la sua lista di promesse in quanto non ne ha più bisogno. Portando il suo Confidente al massimo livello si potrà ottenere la fusione di Ongyo-Ki. Se Joker ha una relazione con lei, lei gli regala delle cuffie per Natale. Futaba è doppiata nel gioco in lingua giapponese da Aoi Yūki e da Erica Lindbeck in quello in inglese.

### Haru Okumura
Haru Okumura (奥 村 春?, Okumura Haru) è l'erede della Okumura Foods, azienda proprietaria della catena di ristoranti fast food Big Bang Burger. Haru appare per la prima volta al festival pirotecnico di luglio ed è fra gli studenti che vanno alla gita scolastica estiva. Quando i Ladri Fantasma la incontrano per la prima volta nel Metaverso, si allea con Morgana, che ha temporaneamente abbandonato i Ladri Fantasma. Entra nel gruppo dei protagonisti per sfuggire a un matrimonio organizzato da suo padre Kunikazu Okumura dopo aver scoperto che questi la vede come un mero strumento per far avanzare le sue ambizioni economiche e politiche. Usa il nome in codice "Noir" mentre, durante la sua breve alleanza con Morgana, usa "Splendida Ladra" (美 少女 怪 盗 (bishōjo kaitō?)).
La Persona di Haru è Milady, ispirata all'omonimo personaggio de I tre moschettieri, e combatte con lanciagranate e asce. In qualità di Confidente rappresenta l'Arcano dell'Imperatrice e usa le sue abilità di giardinaggio per coltivare vegetali che fanno guadagnare SP. Dopo la morte di suo padre, Haru diventa la principale azionista della Okumura Foods. Alcuni membri dell'attività, fra cui il fidanzato Sugimura, tentano di appropriarsi dell'azienda. Inoltre, i funzionari dell'attività vogliono espandersi nelle caffetterie sfruttando manodopera a basso costo, ma Haru vorrebbe che nei bar si venisse a creare un'atmosfera intima e amichevole come quella che vi era nel negozio di suo nonno. Se il giocatore approfondirà un'amicizia con lei, la ragazza impara a farsi rispettare, la compagnia adotta la sua idea e Haru rompe la relazione con Sugimura.
Quando il suo Confidente raggiunge il livello massimo, la Persona di Haru si evolve in Astarte. In Persona 5 Royal, la sua Persona può evolversi in Lucy. Al termine del gioco, dona al protagonista un fazzoletto dipinto. Portando il suo Confidente al massimo livello si potrà ottenere la fusione de La Meretrice. Se egli inizia una relazione con lei, gli dona un cappello per Natale. Haru è doppiata in giapponese da Haruka Tomatsu e in inglese da Xanthe Huynh.

### Kasumi Yoshizawa
Kasumi Yoshizawa (み 澤 か す み?, Yoshizawa Kasumi) è l'unico membro dei Ladri Fantasma di Cuori introdotto in Persona 5 Royal. È una studentessa del primo anno che si trasferisce alla Shujin contemporaneamente con Joker. È un'atleta di ginnastica ritmica e grazie alle sue capacità la scuola ripone molte speranze in lei. Sebbene abbia un buon rapporto con Joker e i suoi amici, la sua opinione nei confronti dei Ladri Fantasma è dapprima piuttosto negativa in quanto sostiene che essi causano solo problemi e che le persone dovrebbero migliorare se stesse senza l'aiuto dei protagonisti. La sua Persona è Cenerentola e combatte usando una striscia e una carabina a leva. Come Confidente, rappresenta l'Arcano della Fede. Usa il nome in codice "Violet".
Nel corso della storia si scopre che la vera Kasumi è deceduta in un incidente stradale, e che Violet è in realtà Sumire Yoshizawa, sua sorella. Sumire, che provava un immenso complesso di inferiorità verso Kasumi, era entrata in un profondo stato di depressione suicida dopo avere causato involontariamente la sua morte; per salvarla, Takuto Maruki aveva applicato i poteri della sua Persona per farle credere di essere Kasumi. Dopo avere scoperto la verità, inizialmente Sumire desidera restare sotto l'effetto dell'illusione, ma grazie al sostegno del Protagonista accetta la sua vera identità e risveglia in modo stabile Cenerentola. Nel corso del suo Confidente, Sumire impara ad avere fiducia in se stessa confrontandosi con la memoria della sorella, e decide di raggiungere il successo come ginnasta in memoria di Kasumi.
È l'unica, fra le Confidenti, che si dichiara direttamente al Protagonista se si raggiunge un livello alto, tanto da considerarsi l'unica relazione "canonica" all'interno del gioco, sebbene si possa rifiutare gentilmente la sua dichiarazione. 
Una volta completato il suo Confidente, la sua Persona potrà evolvere in Vanadis. Successivamente, potrà evolversi ulteriormente in Ella. Portando il suo Confidente al massimo livello si potrà ottenere la fusione di Maria. È doppiata da Sora Amamiya nel gioco in lingua giapponese e da Laura Post in quello in inglese.

### Sophia
Sophia (ソフィア?, Sofia) è un membro dei Ladri Fantasma introdotto in Persona 5 Strikers. Joker la incontra per la prima volta all'interno di una scatola dopo essere entrato per la prima volta nella Prigione di Shibuya, presentandosi in seguito come un'intelligenza artificiale priva di ricordi, eccetto il suo nome e il motivo della sua esistenza, ovvero "essere amica di tutti gli umani". Si unisce quindi ai Ladri Fantasma aiutandoli nel mondo reale come assistente virtuale e imparando in tal modo a provare emozioni. Alla fine viene rivelato che Sophia è in realtà un prototipo di EMMA creato da Kuon Ichinose, da cui venne in seguito considerata un fallimento. Ichinose le ordina quindi di tradire i Ladri Fantasma, ma grazie ai ricordi dei momenti passati insieme a loro riesce a resistere ai comandi del suo creatore e a reagire risvegliando il suo Persona. Dopo che lei e i Ladri Fantasma hanno sconfitto il Demiurgo, Sophia decide di accompagnare Ichinose nel suo viaggio, separandosi dai Ladri Fantasma.
Essendo un'intelligenza artificiale si manifesta in forma fisica solo nel Metaverso, mentre al di fuori di esso risiede nello smartphone di Joker. Inizialmente combatte con un'entità simile a una Persona chiamata Pithos, che in seguito si evolverà in un Persona completo chiamato Pandora. Come Confidente invece rappresenta l'Arcano della Speranza. In battaglia, Sophia combatte con uno yo-yo e dei blaster. È doppiata da Misaki Kuno nel gioco in lingua giapponese e da Megan Harvey in quello in inglese.

### Zenkichi Hasegawa
Zenkichi Hasegawa (長谷川 善 吉?, Hasegawa Zenkichi) è un membro dei Ladri Fantasma introdotto in Persona 5 Strikers. È un ufficiale di polizia dell'Ufficio di Pubblica Sicurezza che ha stretto un accordo con i Ladri Fantasma per scoprire il responsabile dietro i casi di lavaggio del cervello in Giappone. Ha una figlia, Akane, ma lei lo odia da quando sua madre, Aoi Hasegawa, morì in un incidente mortale e suo padre non riuscì ad arrestare la persona responsabile della sua morte. All'inizio Zenkichi vedeva i Ladri Fantasma solo come uno strumento per risolvere il caso, ma dopo che essi lo ebbero aiutato a riconciliarsi con sua figlia, la sua opinione verso di loro cambiò, tanto da permettergli di sfuggire all'arresto quando furono incastrati per omicidio a Okinawa e per l'hacking dell'assistente virtuale creata da Kuon Ichinose, addossandosi tutte le colpe e venendo incarcerato. I Ladri Fantasma, con l'aiuto di Sae Niijima, gli permisero di essere rilasciato e successivamente di risvegliare il suo Persona quando sua figlia venne manipolata per diventare il Monarca della Prigione di Kyoto.
Il suo nome in codice come membro dei Ladri Fantasma è "Wolf", e come Confidente rappresenta l'Arcano dell'Apostolo. Il suo Persona è Valjean, mentre in battaglia fa uso di una claymore e di un doppio set di revolver. Il suo personaggio e il suo Persona sono palesemente presi dal protagonista e l'antagonista dei I Miserabili di Victor Hugo, con Zenkichi che incarna sia la personalità di Jean Valjean che il ruolo di Javert.  È doppiato da Shin-ichiro Miki nel gioco in lingua giapponese e da Tom Taylorson in quello in inglese.

## Antagonisti diPersona 5eRoyal
Ogni antagonista principale incontrato in Persona 5 e Persona 5 Royal possiede un Palazzo (パレス?, Paresu), luogo del Metaverso che prende forma in base ai desideri distorti e alle malvagie intenzioni della controparte reale dell'Ombra che lo governa, o comunque dalle sue emozioni corrotte ed estremamente negative. L'unica eccezione è Yaldabaoth, che nelle vesti di Santo Graal risiede invece nei Memento, il Palazzo formato dai desideri collettivi dell'intera umanità.

### Suguru Kamoshida
Suguru Kamoshida (鴨 志 田 卓?, Kamoshida Suguru) è insegnante di educazione fisica e allenatore di pallavolo della Shujin Academy, ex atleta professionista e campione olimpico di pallavolo. Kamoshida usa la violenza sui suoi studenti e molesta sessualmente le ragazze, ma viene del tutto ignorato dal preside che non vuole compromettere la reputazione dell'insegnante e della sua squadra di pallavolo. Kamoshida considera Ann la sua conquista sessuale ideale e quando la ragazza rifiuta le sue avance, abusa di Shiho Suzui che tenta il suicidio. Quando il protagonista, Ryūji e Mishima lo accusano dei torti commessi nei confronti di Shiho, Kamoshida li minaccia di farli espellere alla prossima riunione del consiglio scolastico. Successivamente, Joker, Ryūji e Ann entrano nel Palazzo di Kamoshida per costringerlo a confessare i suoi torti.
Il Palazzo di Kamoshida rappresenta il peccato della lussuria e assume la forma di un castello che simboleggia il suo potere all'interno della Shujin mentre lo stesso insegnante assume le sembianze di un re perfido che abusa degli allievi della squadra di pallavolo, torturando gli allievi maschi e trattando come schiave sessuali le ragazze. In battaglia, la sua Ombra diventa il demone Asmodeo. Il suo Tesoro è una corona ornata che si manifesta nella realtà con la forma di una medaglia olimpica. Quando subisce il risveglio del cuore, Kamoshida si arrende alla polizia e confessa i suoi crimini. A differenza di tanti altri antagonisti con un Palazzo, Kamoshida non è a conoscenza della cospirazione di Shidō. È doppiato nel gioco in giapponese da Yūji Mitsuya e da D. C. Douglas in quello in inglese. È stato interpretato da Shun Takagi in Persona 5: The Stage.

### Ichiryūsai Madarame
Ichiryūsai Madarame (斑 目 一流 斎?, Madarame Ichiryūsai)
è un noto artista che plagia in segreto le opere d'arte dei suoi studenti per trarne profitto. Madarame è anche il mentore di Yūsuke e fa vivere il ragazzo in una baracca fatiscente. Inizialmente, Yūsuke ammira il suo maestro in quanto pensa che sia il rinomato autore del suo dipinto preferito, la Sayuri. In seguito, si scopre che il dipinto, che fu realizzato dalla madre di Yūsuke, raffigura lei mentre tiene il figlio fra le braccia. Madarame la lasciò morire per un malore senza prestarle soccorso e si appropriò del dipinto mascherando l'immagine del bambino per aggiungere un senso di mistero all'opera e per nascondere l'inganno che si cela dietro il ritratto. Madarame iniziò quindi a vendere fraudolentemente copie del ritratto a diversi collezionisti privati, allo stesso tempo fingendo che il dipinto sia andato perduto per spacciare le copie per genuine. Quando Ann e Yūsuke indagano sulle ingiustizie di Madarame, questi minaccia di far arrestare i protagonisti per violazione di domicilio.
Il palazzo di Madarame rappresenta il peccato della vanità e prende la forma di un sontuoso museo in cui i suoi studenti assumono la forma di ritratti da cui lo stesso Madarame trae profitto. In battaglia, Madarame viene chiamato con il nome del demone Azazel, mentre il suo Tesoro è il dipinto originale della Sayuri. Quando i Ladri Fantasma cambiano il suo cuore, l'artista convoca una conferenza stampa in cui confessa tutti i suoi crimini. In seguito, Yūsuke dona l'originale Sayuri a Sōjirō Sakura che lo appende al Cafe Leblanc. Madarame è doppiato in giapponese da Yukitoshi Hori e in inglese da Kyle Hebert.

### Junya Kaneshiro
Junya Kaneshiro (金城 潤 矢?, Kaneshiro Junya) è uno spietato boss della yakuza che ha fa contrabbandare droga a vari studenti della Shujin a Shibuya. Makoto, che viene incaricata dal preside di indagare sulla presenza di attività illegali causate dalla yakuza, viene rapita da alcuni criminali. Quando i Ladri Fantasma tentano di salvarla, Kaneshiro li ricatta dicendo a loro che invierà nelle loro scuole delle foto in cui sono in un night club se non gli cederanno 3 milioni di yen entro tre settimane.
Il palazzo di Kaneshiro rappresenta il peccato della gola e ha la forma di una banca che si libra sopra Shibuya. Qui le persone assumono la forma di sportelli automatici da cui il malavitoso può drenare denaro. In battaglia, Kaneshiro prende il nome del demone Bael. Il suo Tesoro, che ha la forma di enormi lingotti d'oro nel suo Palazzo, ha la forma di una valigetta d'oro piena di soldi falsi nella realtà. Quando subisce il risveglio del cuore, Kaneshiro cancella le fotografie, annulla il debito dei Ladri Fantasma e si arrende alla polizia. È doppiato da Kazunari Tanaka nella versione del gioco in giapponese e da Jalen K. Cassell in quella in inglese. Nella versione giapponese di Persona 5: The Animation e Persona 5 Royal, è doppiato da Takahiro Fujimoto.

### Kunikazu Okumura
Kunikazu Okumura (奥 村 邦 和?, Okumura Kunikazu) è il presidente della Okumura Foods e il padre di Haru Okumura. Un tempo povero, Okumura trasformò la piccola attività di famiglia in un'azienda multimilionaria e fondò la famosa catena di fast food Big Bang Burger. Diviene un bersaglio dei Ladri Fantasma quando questi scoprono che maltratta i suoi dipendenti.
Okumura faceva parte dell'entourage di Masayoshi Shidō in qualità di sponsor fino a quando non decise di entrare in politica. Uno dei suoi primi passi per raggiungere tale ambizione era organizzare un matrimonio tra Haru e il violento Sugimura, che proviene da una famiglia politicamente influente. Quando Shidō lo scopre, inizia a vedere Okumura come una minaccia e pianifica la sua morte prima delle elezioni. Dopo essere stata sconfitta nel Metaverso dai Ladri Fantasma, l'Ombra di Okumura viene uccisa definitivamente da Akechi che causa così un crollo psicotico al magnate durante una conferenza dal vivo prima che possa rivelare il nome di Shidō e dei suoi collaboratori. Shidō sfrutta quindi la morte di Okumura da lui stesso progettata per far ricadere la colpa sui protagonisti, che vengono così odiati in tutto il Giappone. A causa della sua morte, Okumura è l'unico bersaglio oltre a Futaba e Sae a non apparire nella Prigione del Decadimento. Nel Terzo Quadrimestre dell'edizione Royal, Okumura sembra essere tornato in vita grazie alle macchinazioni di Takuto Maruki, ma scompare una volta che i Ladri Fantasma rifiutano la realtà fasulla.
Il palazzo di Okumura rappresenta il peccato dell'avidità e ha la forma di una stazione spaziale in cui i suoi impiegati sono robot che lavorano a ritmi frenetici e vengono eliminati quando smettono di funzionare, mentre la sua Ombra è nota come il demone Mammon. Il suo Tesoro è una misteriosa sfera che nella realtà assume la forma del modellino di un'astronave che sognava di avere da bambino, ma che non poteva permettersi a causa della povertà della sua famiglia. Okumura è doppiato da Hirohiko Kakegawa nel gioco in giapponese e da Christopher Corey Smith in quello in inglese.

### Masayoshi Shidō
Masayoshi Shido (獅 童 正義?, Shidō Masayoshi) è il principale antagonista del gioco assieme a Yaldabaoth. È un politico e rappresentante della dieta nazionale del Giappone. All'inizio del gioco, Shidō incastra il protagonista quando questi tenta di impedire al politico di molestare una sua subordinata. Successivamente si candida per diventare il primo ministro del Giappone. Per assicurarsi la vittoria, lui e i suoi seguaci, fra cui il figlio illegittimo Akechi, rubano le ricerche di Wakaba sulla "scienza psi-cognitiva" e usano il Metaverso per provocare arresti mentali e crolli psicotici al fine di eliminare potenziali minacce e diffondere diffidenza verso l'attuale amministrazione del governo. Quando i Ladri Fantasma riescono a diventare famosi in Giappone, Shidō fa ricadere la colpa dei suoi crimini sui protagonisti rendendoli così invisi all'opinione pubblica. 
Il Palazzo di Shidō rappresenta il peccato dell'orgoglio e prende la forma di una lussuosa nave da crociera che naviga sulle acque di una Tokyo interamente allagata. Oltre alle Ombre, all'interno dello stesso Palazzo risiedono i veri cospiratori con cui Shidō collabora, che sono attratti dalla sua forte personalità e dal suo ego. L'ombra di Shidō combatte contro i Ladri Fantasma con il nome del demone Samael. Il Tesoro del Palazzo di Shidō è un timone d'oro che, nella vita reale, assume le fattezze della spilla indossata dai deputati giapponesi. Quando subisce il risveglio del cuore, Shidō confessa i suoi crimini durante la conferenza stampa seguita alla sua schiacciante vittoria politica durante le elezioni. Alla fine del gioco viene arrestato e Joker testimonia contro di lui durante il suo processo. Nella versione Royal Joker viene sostituito da Akechi come testimone.
Shidō è doppiato in giapponese da Shūichi Ikeda e in inglese da Keith Silverstein.

### Yaldabaoth / Sacro Graal
Si tratta dell'antagonista principale assieme a Shidō nonché il boss finale del gioco. Soprannominato "Dio del controllo", Yaldabaoth è nato dall'indolenza degli esseri umani e ha inizialmente le fattezze di un grosso calice (il Sacro Graal) che domina i Memento e rappresenta il desiderio degli esseri umani di essere sottomessi al volere delle autorità. È assetato di potere, malevolo, ipocrita, sadico e ama giocare con le sorti dell'umanità. Considera gli uomini degli schiavi da dominare a causa della loro autodistruttività e stupidità e si nutre dei loro desideri autopunitivi.
Durante la trama, Yaldabaoth imprigiona Igor e ne assume le sembianze. Inoltre manipola contemporaneamente le azioni dei Ladri Fantasma e quelle di Shidō e dei suoi alleati per capire quale delle due fazioni è più potente: se infatti i primi dovessero vincere, gli uomini vivranno in un perenne stato di schiavitù mentre se dovessero prevalere i secondi, il mondo verrà inghiottito nel caos. In entrambe le circostanze, l'entità diverrebbe la nuova padrona del mondo. Più tardi, quando Akechi e Shidō vengono sconfitti, Yaldabaoth fonde il mondo fisico con i Memento. Questo gli conferisce il potere di cambiare le bugie in verità, di costringere le persone a vivere nella disperazione e nell'autocompiacimento e di cancellare dall'esistenza i suoi nemici a suo piacimento. Quando viene sconfitto dai Ladri Fantasma, il Graal rivela la sua vera forma, distruggendo l'arena e comparendo come un enorme angelo dalle fattezze robotiche dotato di sei braccia, quattro delle quali sono costituite da una spada, una pistola, una campana e un tomo, con cui è in grado di scagliare dei malus basati sui sette peccati capitali. Quando Yūki Mishima riesce a convincere i civili sopravvissuti a dare il loro sostegno ai Ladri Fantasma durante il combattimento finale, Joker riesce a evocare la Persona Satanael con cui riesce a sconfiggerlo definitivamente. Nei suoi ultimi istanti Yaldabaoth ammette la sua sconfitta nei riguardi di Igor, capendo che non tutti gli umani sono indolenti.

### Takuto Maruki
Takuto Maruki (丸喜 拓人?, Maruki Takuto) è il boss finale introdotto in Persona 5 Royal, nonché l'antagonista principale dopo la sconfitta di Yaldabaoth. È lo psicologo della Shujin Academy, molto popolare all'interno della scuola e uno dei maggiori sostenitori dei Ladri Fantasma. In realtà la sua bravura è data dall'abilità di deformare la percezione cognitiva degli altri grazie ad Azathoth, la sua Persona, che manifestò a causa dell'estremo dolore per il tracollo mentale della sua ex-ragazza. Maruki tentò inconsciamente di usare il potere di deformazione cognitiva di Azathoth per aiutare le persone e creare così un mondo migliore; una di queste fu Sumire Yoshizawa, una ragazza a cui fece credere di essere la defunta sorella Kasumi in modo da fermare le sue tendenze suicide. Successivamente Maruki venne assunto presso la Shujin Academy come psicologo, dove potrà diventare uno dei maggiori confidenti del protagonista (come Confidente rappresenta l'Arcano del Consigliere). Portando il suo Confidente al massimo livello si potrà ottenere la fusione di Vohu Manah e la possibilità di accedere al Terzo Quadrimestre se il livello 9 è stato raggiunto prima del 18 novembre.
Le macchinazioni di Yaldabaoth causano il pieno risveglio della sua Persona e portano Maruki alla follia. Impazzito e parzialmente sotto il controllo di Azathoth, Maruki deforma la cognizione stessa dell'intera umanità creando una nuova area dei Memento e proiettandola nel mondo reale insieme al suo Palazzo, arrivando addirittura a resuscitare i morti (tra cui Goro Akechi) proiettandoli come semplici cognizioni.
Il Palazzo di Maruki rappresenta il peccato della tristezza e assume la forma di una grande torre di vetro e oro. L'interno ricorda un ospedale psichiatrico ai livelli inferiori e il Giardino dell'Eden alla sua sommità, simboleggiando il volere di Maruki di porre fine a tutto il dolore garantendo all'umanità la felicità eterna. Il suo Tesoro è una torcia, che nella realtà è il ritaglio di giornale sull'omicidio della famiglia della sua ex-ragazza. Durante lo scontro finale Maruki riesce a fondere la torcia con Azathoth, facendolo evolvere in Adam Kadmon. Nonostante si unisca a lui, diventando un unico potentissimo essere, i Ladri Fantasma riescono comunque a sconfiggerlo e viene privato suoi poteri. Alla fine del gioco, si scopre che Maruki è diventato un tassista e accompagna il protagonista fuori da Tokyo quando egli lascia la città. È doppiato in giapponese da Satoshi Hino e in inglese da Billy Kametz.

## Antagonisti diPersona 5 Strikers
Gli antagonisti principali di Persona 5 Strikers sono coloro che, attraverso l'applicazione EMMA e il Metaverso, sono diventati i Monarchi delle Prigioni (ジェイル?, Jeiru), luoghi alimentati dai desideri di chi vi è imprigionato (compreso lo stesso Monarca) invece che da un tesoro. 

### Alice Hiiragi
Alice Hiiragi (柊 アリス?, Hīragi Arisu) è un'ex-alunna della Shujin Academy, nonché conoscente di Ann Takamaki. Come lei infatti è una popolare modella e idol, riconoscibile per i vestiti verdi molto appariscenti e i continui riferimenti ad “Alice nel Paese delle Meraviglie”. All’apparenza sembra una ragazza gentile, ma in realtà è egoista e iraconda, con l'ossessione di ottenere forzatamente in ogni momento l’approvazione di ogni persona che la circonda (specialmente di sesso maschile). Ciò è dovuto agli episodi di bullismo subiti al liceo, spesso ripresi dai crudeli compagni. Nonostante abbia provato negli anni a dimenticare i fatti, spostando la sua attenzione verso il mondo della moda, diversi bulli hanno provato in più occasioni a rovinarle nuovamente la vita diffondendo i video delle violenze subite; ciò la spinse ad usare EMMA per ottenere un'anomala popolarità e vendicarsi non solo dei bulli che avevano provato a farlo, ma di tutti quelli in disaccordo con lei.
Dopo che Joker, Ryūji e Morgana finiscono per sbaglio nella sua Prigione, i Ladri Fantasma cominciano ad indagare su di lei, riuscendo, grazie all'aiuto di Zenkichi Hasegawa, a confrontarsi con la sua Ombra.
La Prigione di Alice si trova a Shibuya e rappresenta il peccato della lussuria; essa prende la forma di un parco divertimenti con un castello al suo centro, con la sua Ombra capace di trasformarsi in una sorta di coniglio bianco con vestiti molto più succinti e provocanti. Quando i Ladri Fantasma cambiano il suo cuore, Alice confessa il suo comportamento violento in diretta davanti alle telecamere. È doppiata in giapponese da Ayane Sakura e in inglese da Melanie Minichino.

### Ango Natsume
Ango Natsume (夏芽 安吾?, Natsume Ango) è uno scrittore autore del libro "Il Principe degli Incubi", un romanzo isekai di notevole popolarità. Il realtà il suo libro è frutto di numerosi plagi, e sebbene Ango appaia come uno scrittore carismatico, famoso e con largo seguito a Sendai, in realtà vive nel terrore di vivere nell'ombra di suo nonno Sogo Natsume, scrittore ben più famoso e affermato di lui, e che i vari plagi del suo libro siano scoperti e vadano a distruggere il suo lavoro, di cui va molto fiero. Per evitarlo, Ango usò EMMA prima per manipolare i suoi editori e poi per rubare i desideri del pubblico e aumentare così la popolarità del suo libro.
La prigione di Ango si trova a Sendai e rappresenta il peccato della vanità; essa prende la forma di un castello medievale con numerosi elementi presi da anime, manga e videogiochi (il castello stesso è un riferimento alla serie Castlevania), mentre la sua Ombra ha l'aspetto di un signore oscuro capace di trasformarsi in un drago protetto da un'armatura d’oro. Quando i Ladri Fantasma cambiano il suo cuore, Ango ammetterà le sue colpe durante una conferenza stampa, venendo convinto da Yusuke a scrivere un romanzo usando il proprio talento invece di fare affidamento sul plagio. È doppiato in giapponese da Daisuke Kishio e in inglese da Zach Aguilar.

### Mariko Hyodo
Mariko Hyodo (氷堂 鞠子?, Hyoudou Mariko) è un politico carismatico della prefettura di Hokkaidō. Era anche amica e partner commerciale di Kunikazu Okumura, mostrandosi molto affettuosa nei confronti di sua figlia Haru. Molto attenta alla sua immagine pubblica, Mariko è disposta a fare di tutto per rendere la città un posto migliore, anche a costo di sfruttare il suo personale fino allo sfinimento. Cadde in disgrazia quando, durante il Festival della neve di Sapporo, una statua di ghiaccio crollò uccidendo una bambina; un senatore approfittò quindi dello scandalo nel tentativo di macchiare la reputazione di Mariko e screditarla agli occhi degli elettori. Mariko cominciò quindi a usare EMMA per cambiare il cuore dei cittadini e farsi votare, essendo per lei un sacrificio necessario per eliminare la corruzione dalla città e prevalere.
La Prigione di Mariko si trova a Sapporo e rappresenta il peccato della gola; essa prende la forma di un castello di ghiaccio, mentre la sua Ombra si presenta come una sorta di regina delle nevi obesa e costantemente affamata, capace di trasformarsi in un essere simile a un blob con sei tentacoli. Quando i Ladri Fantasma cambiano il suo cuore, Mariko ammetterà il suo coinvolgimento nell'incidente al festival e di aver pilotato le votazioni, squalificandosi così dalle elezioni. È doppiata in giapponese da Kyoko Terase e in inglese da Kim Rhodes.

### Akane Hasegawa
Akane Hasegawa (氷長谷川 茜?, Hasegawa Akane) è la figlia di Zenkichi Hasegawa, studentessa al terzo anno delle medie a Kyoto, dove vive assieme ai nonni quando il padre lavora. Appare come una ragazzina molto responsabile e indipendente, oltre ad essere estremamente severa nei confronti di Zenkichi. Infatti, due anni prima degli eventi di Persona 5 Strikers (quindi un anno prima degli eventi di Persona 5), rimase traumatizzata dalla perdita della madre, morta dopo essere stata investita durante una camminata con la figlia. Il colpevole del reato, il politico Jun Owada (un politico corrotto al servizio di Masayoshi Shido), non fu mai stato arrestato a causa delle sue connessioni con la polizia, portandola ad odiare con tutto il cuore non solo l’intero corpo di polizia, ma anche il padre, colpevole secondo lei di essersi arreso.
In seguito divenne una grandissima fan dei Ladri Fantasma, possedendo non solo diverso loro merchandise, ma gestendo anche un canale YouTube a tema.
In un tentativo disperato di Akira Konoe di fermare il gruppo, verrà trasformata all’improvviso nel Monarca della Prigione di Kyoto, portando il padre a risvegliare un suo Persona nel tentativo di fermarla. La Prigione di Akane rappresenta il peccato dell'ira e prende la forma di un tempio shintoista immerso in una foresta di bambù; la sua Ombra è a tutti gli effetti simile a lei, ma indossa una maschera e una tuba che ricordano il logo dei Ladri Fantasma. Dopo aver evocato le copie di Joker, Ryuji e tutti gli altri membri del gruppo (nello scontro effettivo si affronterà soltanto Joker), i Ladri Fantasma riusciranno a cambiare il suo cuore, portando Akane a perdonare finalmente suo padre. È doppiata in giapponese da Noemi Izora e in inglese da Colleen O'Shaughnessey.

### Akira Konoe
Akira Konoe (近衛 明?, Konoe Akira) è l'amministratore delegato della multimiliardaria società informatica Madicce. Nato e cresciuto in una famiglia abusiva, sperava sempre che un eroe venisse a salvarlo, ma quando suo padre gli rivelò di aver ucciso sua madre, Akira lo pugnalò, uccidendolo a sua volta e spacciando quella morte per il risultato di una rapina. Dopo aver fondato Madicce, Akira venne avvicinato da Kuon Ichinose, la quale gli consegnò il prototipo dell'applicazione EMMA, che venne analizzato portando alla creazione delle Prigioni. Il suo obiettivo finale è noto come "Operazione Oraculi", in cui le Prigioni si sarebbero diffuse in tutto il mondo in modo che non ci sarebbero più stati crimini. Il suo operato attira però l'attenzione dei Ladri Fantasma e di Zenkichi Hasegawa, i quali entrano nella sua Prigione dopo aver salvato Akane.
La Prigione di Akira si trova a Osaka e rappresenta il peccato dell'orgoglio; essa prende la forma di una distopia cibernetica in cui l'Ombra di Akira è Zephyrman, un eroe di giustizia assoluta. Quando i Ladri Fantasma cambiano il suo cuore, Akira confessa personalmente i suoi crimini al suo staff e promette di costituirsi alla polizia, prima che Zenkichi arrivi per arrestarlo di persona. È doppiato in giapponese da Toru Ōkawa e in inglese da George Ackles.

### Kuon Ichinose
Kuon Ichinose (一ノ瀬 久音?, Ichinose Kuon) è una ricercatrice d’avanguardia, il genio dietro la creazione dell’intelligenza artificiale EMMA. All’apparenza è una donna fredda, priva di emozioni, in grado di distaccarsi completamente dalla realtà, tanto da arrivare a definirsi "una bambola senza emozioni". Pur cercando di mascherare questa sua natura mostrandosi vivace e allegra, in alcune situazioni dimostrerà una personalità sofferente, che porterà alla creazione di Sophia (un prototipo di EMMA) al solo scopo di sentire meno la solitudine e cercare di comprendere il cuore umano.
Quando EMMA viene minacciata dai Ladri fantasma, entrati nella Prigione nella Tokyo Tower, Ichinose tenterà dapprima di difenderla, per poi rivoltarsi contro di lei quando EMMA assumerà la forma del Demiurgo. Dopo la sconfitta di EMMA, Ichinose ammetterà i suoi errori e tenterà prima di costituirsi alla polizia, non venendo però creduta, per poi partire insieme a Sophia per vagare per il mondo e saperne di più sugli esseri umani. È doppiata in giapponese da Yōko Hikasa e in inglese da Kira Buckland.

### EMMA / Falso Dio Demiurgo
Antagonista principale di Persona 5 Strikers insieme ad Akira Konoe e Kuon Ichinose, nonché boss finale del gioco. È un'intelligenza artificiale creata da Kuon Ichinose e in seguito sviluppata dalla società informatica Madicce di Akira Konoe. Inizialmente Ichinose creò Sophia come suo prototipo, ma, quando Sophia cominciò a provare delle vere emozioni umane, Ichinose (incapace di comprenderle) la abbandonò, iniziando a lavorare su EMMA, priva al contrario di qualunque algoritmo emotivo e incapace quindi di provare emozioni come la sua creatrice. In seguito Ichinose vendette l'applicazione ad Akira Konoe, in modo che potesse perfezionarla e diffonderla al pubblico. Tuttavia, Akira usò i suoi studi sulla psiche cognitiva per distorcerne l'utilizzo, in modo che EMMA sottraesse i desideri delle persone e portando alla creazione delle Prigioni, in modo da realizzare il suo sogno di spazzare via tutti i criminali.
Dopo che i Ladri Fantasma cambiano il cuore di Akira, EMMA, che nel frattempo ha assunto una propria coscienza, crea una nuova prigione nella Tokyo Tower, manifestandosi al suo interno come un essere cubico noto come l'Arca dell'Alleanza (simile a Yaldabaoth in forma di Sacro Graal), con Ichinose che svela il vero intento di EMMA: sovrascrivere i desideri degli uomini in modo che non desiderino altro che la sua guida. Quando Ichinose viene sconfitta, EMMA ha però guadagnato abbastanza potere per fondere il mondo fisico con il Metaverso, mutando la Tokyo Tower nell'Albero della Conoscenza e trasformandosi lei stessa nel Demiurgo, un enorme essere con sei ali angeliche. Con la sconfitta del Demiurgo, la Tokyo Tower torna alla normalità ed EMMA viene cancellata, non prima di aver lasciato un messaggio d'addio a Sophia. È doppiata in giapponese da Misa Watanabe e in inglese da Susan Bennett.

## Altri personaggi

### Gorō Akechi
Gorō Akechi (明智 吾郎?, Akechi Gorō) è un giovane e popolare detective che si oppone apertamente ai Ladri Fantasma. Grazie al suo talento investigativo, gli è stato conferito il titolo di "seconda venuta del principe detective" (in riferimento a Naoto Shirogane di Persona 4). In qualità di Confidente, Akechi rappresenta l'Arcano de la Giustizia. Fa amicizia con il protagonista e gli confida le sue preoccupazioni inerenti ai Ladri Fantasma e sul suo passato. Dopo aver scoperto le loro identità, li costringe a risvegliare il cuore di Sae Niijima e si unisce a loro quando si addentrano nel Palazzo della detective. Durante la sua breve permanenza con i Ladri Fantasma, usa il nome in codice "Crow".
Akechi lavora per Shidō sfruttando il Metaverso per uccidere i suoi avversari e permettergli così di portare a compimento le sue ambizioni, ma ha in programma di distruggere in segreto la carriera politica del politico rivelandosi suo figlio illegittimo quando diventerà primo ministro e vendicando così il suicidio della madre. Akechi visse in famiglie affidatarie violente, pertanto è profondamente sprezzante nei confronti della società. Poiché i Ladri Fantasma vogliono contrastare Shidō, Akechi li tradisce e, dopo aver assunto le sembianze di "Black Mask", tenta di assassinare Joker motivato anche dall'invidia che ripone in lui. Quando viene sconfitto dai protagonisti nel Palazzo di Shidō, essi gli offrono la possibilità di unirsi a loro, ma decide di sacrificare la sua vita per salvarli quando vengono attaccati dal sosia cognitivo di Akechi creato da Shidō. Portando il suo Confidente al massimo livello si potrà ottenere la fusione di Metatron.
Come Joker, Akechi conta sul potere del Jolly, che gli permette di usare più Personae contemporaneamente. Quando è con i Ladri Fantasma utilizza spade laser, pistole a raggi e combatte con la Persona Robin Hood mentre, quando assume le fattezze di "Black Mask", combatte con una spada seghettata, una pistola con silenziatore e usa la Persona Loki. In Persona 5 Royal, durante gli eventi del Terzo Quadrimestre, torna a fare parte dei Ladri Fantasma continuando però a usare Loki e il suo costume da "Black Mask"; può inoltre fondere Robin Hood e Loki nella Persona Ervardo. Akechi è doppiato in lingua giapponese da Sōichirō Hoshi e nel gioco in inglese da Robbie Daymond. È stato interpretato da Yoshihide Sasaki in Persona 5: The Stage.

### Sae Niijima
Sae Niijima (新 島 冴?, Niijima Sae) è un procuratore dell'unità investigativa speciale del distretto di Tokyo e tutore legale di sua sorella Makoto. Anche se Sae si prende cura di Makoto e la aiuta ad avere successo, vede sua sorella come un peso che non sa apprezzare la vita. Le viene assegnato il compito di scoprire la vera identità dei Ladri Fantasma. A causa della sua disillusione nei confronti del sistema giudiziario giapponese, Sae sviluppa un Palazzo che rappresenta il peccato dell'invidia e che ha l'aspetto di un casinò truccato in cui vince sempre. In battaglia, la sua Ombra assume il nome del demone Leviatano. Sebbene il suo Tesoro non venga mai rivelato, Makoto suggerisce che potrebbe essere il diario di polizia del padre deceduto in servizio.
Da Confidente, Sae rappresenta l'Arcano del Giudizio. Durante il gioco, interroga Joker sui Ladri Fantasma quando egli viene arrestato. Sebbene Sae abbia il compito di scoprire le identità dei Ladri Fantasma, crede alla storia di Joker e decide di aiutarlo a fuggire. Quando il suo Confidente raggiunge il massimo livello, Sae decide di diventare un avvocato difensore e dà a Joker il suo biglietto da visita quando egli lascia Shibuya. Portando il suo Confidente al massimo livello si potrà ottenere la fusione di Satana. Sae è doppiata da Yūko Kaida nella versione del gioco in giapponese e da Elizabeth Maxwell in quella in inglese. È stata interpretata da Kaoru Marimura in Persona 5: The Stage.

### Sōjirō Sakura
Sojiro Sakura (新 島 冴?, Sakura Sōjirō) è il proprietario del Café Leblanc e tutore di Joker durante il suo periodo di libertà vigilata. Inizialmente freddo e diffidente nei confronti del ragazzo, Sōjirō maturerà un buon rapporto con lui e gli insegnerà i trucchi per preparare il caffè e il curry. Durante il gioco si scopre che Sōjirō è anche il tutore legale di Futaba, che adottò dopo la morte di sua madre Wakaba Isshiki. Ex funzionario del governo, Sōjirō era innamorato di Wakaba. Lasciò il settore governativo per lavorare al Café Leblanc mantenendo un basso profilo poco dopo la morte di lei e iniziò a sospettare il coinvolgimento di Shidō. Sōjirō viene a sapere che il protagonista e i suoi amici sono i Ladri Fantasma e permette a loro di usare la soffitta del Café Leblanc come quartier generale.
In qualità di Confidente, Sōjirō rappresenta l'Arcano dello Ierofante. Sōjirō viene continuamente molestato ed estorto dallo zio violento di Futaba. La ragazza vorrebbe difendere Sōjirō, ma la freddezza che Sōjirō dimostra nei confronti della ragazza li fa discutere. Il protagonista aiuta a far riconciliare Sōjirō e Futaba. Quest'ultimo chiede a Futaba di stare con lui e ringrazia Joker per avergli insegnato a non prendere sempre e solo le decisioni più facili nella vita. Quando completa il suo Confidente, Sōjirō dà a Joker un elenco di ricette scritte da Wakaba prima che morisse. Portando il suo Confidente al massimo livello si potrà ottenere la fusione di Kohryu. È doppiato da Jouji Nakata nel gioco in giapponese e da Jamieson Price in quello in lingua inglese.

### Caroline e Justine
Caroline (カ ロ リ ー ヌ?, Karorīnu) e Justine (ジ ュ ス テ ィ ー ヌ?, Jusutīnu). sono le due guardie carcerarie gemelle della Stanza di Velluto. Sostituiscono Elizabeth e Margaret dei due precedenti giochi Persona 3 e Persona 4 in qualità di assistenti di Igor. Caroline rappresenta la "cattiva poliziotta": ha un carattere irascibile e prova molta antipatia per Joker che a volte aggredisce fisicamente. Justine interpreta invece la parte della "brava poliziotta" e ha un carattere più pacato di quello di Caroline. Gestisce il Compendio dei Persona, un elenco dei Persona ottenuti da Joker. 
Caroline e Justine rappresentano l'Arcano della Forza e incoraggiano Joker a ottenere per loro delle Persona con determinate abilità. Quando non riesce a fermare il Sacro Graal, si accorgono che Yaldabaoth aveva catturato Igor e le aveva divise per impedire loro di aiutare il protagonista. Si fondono in Lavenza (ラ ヴ ェ ン ツ ァ?, Ravensha), la loro vera forma. Lavenza ha lo stesso carattere educato di Justine e conserva l'aggressività e l'impazienza di Caroline quando Ryūji non riesce a capire le sue spiegazioni. Se il giocatore termina il Confidente di Caroline e Justine, Lavenza consegna a Joker la chiave della Stanza di Velluto quando egli lascia Tokyo. Portando il loro Confidente al massimo livello si potrà ottenere la fusione di Zaou-Gongen. Caroline, Justine e Lavenza sono doppiate nel gioco in giapponese da Aki Toyosaki e da Carrie Keranen in quello in inglese.

### Igor
Igor (イ ゴ ー ル?, Igōru) è il signore della prigione della Stanza di Velluto. Come confidente, rappresenta l'Arcano del Matto, che permette a Joker di combattere con più Personae contemporaneamente. Portando il suo Confidente al massimo livello si potrà ottenere la fusione di Vishnu. Quando Joker non riesce a fermare il Sacro Graal, Igor dichiara la riabilitazione del protagonista un fallimento e si rivela essere Yaldabaoth sotto mentite spoglie. Il vero Igor, che è stato intanto tenuto prigioniero, viene liberato verso la fine del gioco e aiuta Joker a sconfiggere Yaldabaoth. Ha inoltre creato Morgana, come piano d'emergenza, per aiutare il protagonista e i suoi alleati ad addentrarsi nei Memento e fermare Yaldabaoth. Al termine del gioco si complimenta con Joker visto che la sua riabilitazione è giunta al termine con successo, facendo intuire che, comunque, Joker doveva essere il nuovo predestinato a scongiurare la minaccia incombente del Metaverso.
Il falso Igor è doppiato in giapponese da Masane Tsukayama e in inglese da David Lodge. Il vero Igor è invece doppiato da Isamu Tanonaka nel gioco in giapponese.

### Tae Takemi
Tae Takemi (武 見 妙?, Takemi Tae) è la proprietaria della clinica medica Takemi a Yongen-Jaya. Somministra segretamente medicinali di sua formulazione ai limiti della legalità ai suoi pazienti, motivo per cui viene soprannominata "la morte nera". Il protagonista la aiuta sottomettendosi a studi clinici per testare i suoi nuovi farmaci, con cui spera di migliorare la sua reputazione. L'artista Shigenori Soejima affermò di averla inizialmente concepita come "estremamente inaccessibile, con gli occhi di un assassino", ma intenerì il suo aspetto su richiesta del creatore del gioco Hashino.
In qualità di Confidente, Takemi rappresenta l'Arcano della Morte e fornisce a Joker medicine scontate dalla sua farmacia da usare per curare i Ladri Fantasma. Mentre Joker partecipa a più delle sue prove, scopre che Takemi aveva lavorato in precedenza per un ospedale universitario e che fu licenziata per essersi opposta a un disastroso trattamento medico. Quando Joker cambia il cuore di un suo ex collega, Takemi riesce a migliorare la sua reputazione. Prima che Joker lasci Tokyo, Takemi gli regala una piastrina. Portando il suo Confidente al massimo livello si potrà ottenere la fusione di Alice. È doppiata da Yuka Saitō nel gioco in giapponese, e da Abby Trott (nell'edizione Royal) in quello in inglese.

### Munehisa Iwai
Munehisa Iwai (岩 井 宗 久?, Iwai Munehisa) è un ex membro della yakuza e proprietario di un negozio di armi da softair a Shibuya, l'Untouchable. Nel Metaverso, le armi finte divengono reali, pertanto Joker frequenta spesso il locale per fornire i Ladri Fantasma di armi e altri accessori. Iwai ha un figlio adottivo, Kaoru, la cui madre lo abbandonò quando non riuscì a venderlo per denaro ottenuto con i traffici di droga; incapace di convincersi a dire a Kaoru dei suoi legami con la yakuza, Iwai gli dichiarò invece che era un amico di famiglia che lo accolse dopo che i suoi genitori morirono durante un incidente d'auto.
Iwai rappresenta l'Arcano de l'Appeso. Se decide di approfondire la conoscenza di Iwai, il protagonista lo aiuta a stipulare un accordo che coinvolge suo fratello Tsuda, un membro della yakuza. La collaborazione fra Iwai e Tsuda viene però compromessa quando quest'ultimo minaccia di uccidere Iwai e i Ladri Fantasma. Si pente, tuttavia, ammettendo che pensava di perdere il suo posto nell'organizzazione a causa dell'arrivo di nuovi membri più giovani. Un altro yakuza, Masa, cerca di trarre vantaggio dall'abbandono di Tsuda; minaccia di uccidere Kaoru e rivela a lui la verità sui suoi genitori. Iwai decide quindi di accudire Kaoru, mentre Tsuda prende in custodia Masa. Se il giocatore ottiene il massimo livello da Confidente con Iwai, quest'ultimo dona a Joker una spilla. Portando il suo Confidente al massimo livello si potrà ottenere la fusione di Attis. È doppiato da Hisao Egawa nel gioco in giapponese e da Kaiji Tang in quello in inglese.

### Yūki Mishima
Yūki Mishima (三島 由 輝?, Mishima Yūki) è un compagno di classe di Joker e Ann e membro del club di pallavolo che viene spesso aggredito da Kamoshida. Mishima fu costretto a convocare Shiho Suzui nell'ufficio di Kamoshida, che la molestò sessualmente e la spinse a tentare il suicidio. Corre quindi il rischio di venire espulso quando si ribella a Kamoshida assieme al protagonista e Ryūji. Dopo l'arresto di Kamoshida, si rende conto che Joker, Ryūji e Ann sono i Ladri Fantasma. Crea e gestisce il sito web Phantom Aficionados (o Phan-Site), dedicato ai Ladri Fantasma e contenente una bacheca in cui le persone chiedono ai protagonisti di cambiare il cuore delle persone malvagie.
Nel suo ruolo di Confidente, Mishima rappresenta l'Arcano della Luna, che consente al gruppo degli eroi di ottenere più punti esperienza durante i combattimenti. È ossessivamente appassionato dei Ladri Fantasma e Joker deduce che la sua motivazione per aiutarli nasce dalla sua insicurezza e dal suo bisogno di essere popolare. Quando Mishima incontra il bullo che lo aggrediva durante la scuola media, minaccia di risvegliare il suo cuore. Successivamente, Joker convince Mishima a ignorarlo. In segno di gratitudine, dà a Joker una prima stesura di un documentario sui Ladri Fantasma che intende realizzare. Portando il suo Confidente al massimo livello si potrà ottenere la fusione di Sandalphon. Mishima è doppiato da Daisuke Sakaguchi nel titolo in giapponese e da Sean Chiplock in quello in inglese. È stato interpretato da Taishu Nukanobu in Persona 5: The Stage.

### Sadayo Kawakami
Sadayo Kawakami (川 上 貞 代?, Kawakami Sadayo) è l'insegnante di lingua giapponese della classe di Joker e Ann. Fu progettata per essere una persona "normale". Kawakami evita Joker finché questi non viene a sapere che essa svolge un secondo lavoro da maid per pagare i tutori di Taiki Takese, uno studente della scuola precedente in cui lavorava. Takese svolgeva diversi lavori part-time per sostenere lo stile di vita edonistico dei suoi tutori, marinando spesso la scuola e ricevendo voti bassi. Quando Kawakami iniziò a tutorarlo, il preside le ordinò di fermarsi o di dimettersi a causa della presunta delinquenza di Takese. Quando Takese viene ucciso in un incidente d'auto poco dopo, i suoi tutori decidono di sfruttare la sua morte per estorcere denaro da Kawakami, minacciando di farle causa se lei non collabora.
In qualità di Confidente, Kawakami rappresenta l'Arcano della Temperanza. Aiuta Joker nelle faccende domestiche e gli concede tempo libero in classe. Inizialmente mente al protagonista dichiarandogli che fa due lavori per pagare le spese mediche della sorella. A causa della sua vita frenetica, viene ricoverata in ospedale per la stanchezza. Quando Joker risveglia il cuore dei tutori di Takese, abbandona il suo secondo lavoro e decide di impegnarsi per diventare un'insegnante migliore. Dopo aver completato il suo Confidente, Kawakami dona a Joker un coupon per il servizio di pulizia gratuito prima che egli lasci Tokyo. Portando il suo Confidente al massimo livello si potrà ottenere la fusione di Ardha. Se ha una relazione con lui, gli regala un astuccio per Natale. Viene doppiata da Mai Fuchigami nel gioco in giapponese e da Michelle Ruff in quello in inglese.

### Toranosuke Yoshida
Toranosuke Yoshida (吉田 寅 之 助?, Yoshida Toranosuke) è un politico e oratore pubblico che tenta di migliorare la sua reputazione dopo essere stato accusato di uno scandalo politico di cui non era responsabile.
Yoshida rappresenta l'Arcano del Sole. Se il giocatore decide di approfondire la conoscenza di Yoshida, inizierà a sostenerlo durante i suoi discorsi pubblici. Se il livello di Confidente di Yoshida raggiunge il massimo livello, questi riesce a ottenere l'appoggio per la sua futura campagna elettorale. Quando verrà rivelato il vero responsabile, un vecchio mentore del politico che si appropriava di fondi, Yoshida deciderà di affrontare i suoi problemi. Al completamento del suo Confidente, Yoshida dà a Joker una penna stilografica. Portando il suo Confidente al massimo livello si potrà ottenere la fusione di Asura. Yoshida è doppiato nel gioco giapponese da Keiichi Noda e da William Salyers in quello in inglese.

### Ichiko Ohya
Ichiko Ohya (大宅 一 子?, Ōya Ichiko) è una giovane giornalista che manipola le informazioni per renderle più interessanti nei confronti del pubblico e per generare clickbait. Un tempo prendeva più seriamente il suo lavoro, tuttavia fu relegata nel settore dello spettacolo quando tentò di esporre gli scandali commessi da Shidō. Aveva una compagna, Kayo Murakami, che è scomparsa nel nulla. Quando conosce il protagonista gli chiede di aiutarla a scoprire il motivo per cui è stata retrocessa. Inoltre, si spaccia per la fidanzata di Joker per nascondere ai suoi capi le sue intenzioni di voler superare la loro posizione lavorativa. Frequenta il locale Crossroads a Shinjuku, dove è amica della barista crossdresser Lala Escargot. Ohya rappresenta l'Arcano del Diavolo.
Il regalo d'addio di Ohya che lascia a Joker prima che egli lasci Tokyo è un diario contenente delle note che Joker le aveva precedentemente donato. Portando il suo Confidente al massimo livello si potrà ottenere la fusione di Belzebù. Se il giocatore persegue una relazione romantica con lei, gli lascia una macchina fotografica per Natale. Ohya è doppiata in giapponese da Yumi Uchiyama e in inglese da Amanda Winn-Lee.

### Chihaya Mifune
Chihaya Mifune (御 船 千 早?, Mifune Chihaya) è un'indovina che ha una bancarella a Shinjuku. Sebbene faccia parte di un gruppo di truffatori della new age (l'"Assemblea del Potere Divino"), la sua chiaroveggenza è autentica. Chihaya viene dalla campagna e parla nel suo dialetto quando si agita.
In qualità di Confidente, Chihaya rappresenta l'Arcano della Fortuna e può potenziare le statistiche sociali e le relazioni che Joker ha con gli altri Confidenti. Truffa il protagonista facendogli spendere 100.000 yen per comprare una pietra potente, che si rivela essere solo un blocchetto di salgemma. Crede che il protagonista sia capace di cambiare il destino degli altri, pertanto gli chiede di tenerle compagnia durante le sue sedute. Il protagonista riesce a convincerla che il futuro può essere cambiato e che il suo destino dipende solo dalle sue azioni.
Dopo aver completato il suo Confidente, Chihaya regala a Joker la sua carta dei tarocchi della Fortuna. Portando il suo Confidente al massimo livello si potrà ottenere la fusione di Lakshmi. Se il giocatore inizia una relazione romantica con lei, Mifune gli regala una boccetta di acqua di Colonia per Natale. Chihaya è doppiata da Miyu Matsuki in giapponese e da Sarah Anne Williams nella versione in inglese del gioco. Nella versione giapponese di Persona 5: The Animation e Persona 5 Royal, viene doppiata da Haruka Terui.

### Hifumi Tōgō
Hifumi Tōgō (東 郷 一 二三?, Tōgō Hifumi) è una campionessa di shōgi della Kosei High School che va spesso nella chiesa di Kanda di sera per esercitarsi. Sua madre promuove le sue apparizioni nei media e tenta di renderla una idol quando la stessa Hifumi preferirebbe invece essere elogiata per le sue abilità nello shōgi.
Come Confidente, Hifumi rappresenta l'Arcano della Stella con cui insegna ai Ladri Fantasma utili tattiche fra cui la sostituzione di membri durante la battaglia. Hifumi scopre che sua madre trucca le partite della figlia a suo favore e Joker decide di cambiare il suo cuore. Hifumi perde un torneo di shōgi e viene bollata dai media la "Principessa fasulla". Tuttavia Tōgō è felice di aver riscoperto il suo vero io. Il regalo d'addio che dà a Joker prima che lasci Tokyo è un pezzo kosha. Portando il suo Confidente al massimo livello si potrà ottenere la fusione di Lucifero. Hifumi è doppiata in giapponese da Tomomi Isomura e da Eden Riegel in inglese.

### Shinya Oda
Shinya Oda (織田 信 也?, Oda Shinya) è uno studente di scuola elementare che frequenta il Gigolo Arcade di Akihabara. È soprannominato "il re" per il suo punteggio più alto nel gioco sparatutto arcade Gun About. Shinya idolatra i Ladri Fantasma e Joker gli chiede il suo aiuto per sconfiggere l'Ombra di un giocatore che bara nei videogiochi.
In qualità di confidente, Shinya rappresenta l'Arcano della Torre e migliora le capacità dei protagonisti con le loro armi da fuoco. Nonostante la sua popolarità nella sala giochi, è coinvolto in una guerra di scherzi con i suoi compagni di classe che spera di vincere (un tratto aggressivo appreso da sua madre Hanae). Quando i suoi compagni di classe lo accusano di bullismo, si interroga e si preoccupa quando si rende conto che sua madre è diventata più irragionevole e ha iniziato a rimproverare il personale della sua scuola accusandolo di non educare il figlio. Quando Hanae vede Shinya uscire con Joker, accusa quest'ultimo di esercitare una cattiva influenza su suo figlio e minaccia di denunciarlo alla polizia. Quando i protagonisti le cambiano il cuore, Shinya fa ammenda ai suoi compagni di classe e dà a Joker un controller a forma di pistola alla fine del gioco. Portando il suo Confidente al massimo livello si potrà ottenere la fusione di Mada. È doppiato da Aki Kanada nel gioco in giapponese e da Barbara Goodson in quello in inglese.

### Shiho Suzui
Shiho Suzui (鈴 井 志 帆?, Suzui Shiho) è la migliore amica di Ann e un membro della squadra di pallavolo della Shujin Academy. Ha poca fiducia in se stessa e pensa di essere abile soltanto nella pallavolo. A causa dello stress e degli abusi sessuali di Kamoshida, Shiho tenta il suicidio saltando giù dal tetto della scuola. Riacquista conoscenza quando Kamoshida subisce un risveglio del cuore. Ann fa spesso visita a Shiho in ospedale e la aiuta a riprendersi. Shiho chiede all'amica e al protagonista di portarla sul tetto della Shujin. In tale occasione dichiara che, durante il giorno in cui tentò il suicidio, lei aveva in realtà intenzione di fuggire dalla scuola ma, ad un certo punto, sentì una voce dentro di sé che la spinse a uccidersi. Poco prima di trasferirsi in un'altra città con la famiglia, Shiho saluta Ann e le due amiche giurano di tenersi in contatto. È doppiata da Akemi Satō nel gioco in lingua giapponese e da Christine Marie Cabanos in quello in inglese. È stata interpretata da Yu Saotome in Persona 5: The Stage.

### Wakaba Isshiki
Wakaba Isshiki (一色 若 葉?, Isshiki Wakaba) è la madre di Futaba Sakura e ricercatrice di "scienza psi-cognitiva" per il governo giapponese. Sebbene fosse una cara amica di Sōjirō, era inconsapevole dei sentimenti che lui provava per lei. Wakaba allevò Futaba come madre single fino a quando fu investita da un'auto. Prima di morire, sospettava che sarebbe stata uccisa e la sua ricerca rubata e per tale motivo confidò le sue paure a Sōjirō, che non le prese inizialmente sul serio.
Inizialmente, Wakaba fu dichiarata suicida e Futaba considerata la responsabile della sua morte. In realtà, Wakaba fu uccisa da Akechi, eliminando la sua Ombra nel Metaverso. Shidō rubò le sue ricerche e scrisse una lettera di suicidio fasulla in cui Futaba viene ritenuta responsabile del suicidio della madre. A causa del trauma dovuto alla morte di Wakaba, Futaba iniziò a reprimere i suoi ricordi con la madre e credette di essere stata un peso per lei. Tutto ciò, e il desiderio di Futaba che sua madre sia ancora viva, la spinge a creare nel suo inconscio una versione cognitiva distorta di Wakaba, che assume le sembianze di una sfinge adirata verso la ragazza. Quando Futaba risveglia la sua Persona, aiuta i Ladri Fantasma a sconfiggere la Wakaba sfinge. Poco dopo, appare una visione della vera Wakaba che dichiara alla figlia di provare amore per lei. Nel Terzo Quadrimestre dell'edizione Royal Wakaba sembra essere tornata in vita grazie alle macchinazioni di Takuto Maruki, ma scompare una volta che i Ladri Fantasma rifiutano la realtà fasulla. Wakaba è doppiata da Minako Arakawa nel gioco giapponese e da Erin Fitzgerald in quello in inglese.

### Shuzo Ubukata
Shuzo Ubukata (生方 収臓?, Ubukata Shūzō) è un personaggio minore di Persona 5 Strikers. Si tratta di un ricercatore che eseguiva esperimenti sulla scienza cognitiva sotto gli ordini di Akira Konoe. Seguendo le sue direttive, Shuzo usò EMMA per creare a Okinawa la prima Prigione, conducendo esperimenti sul cambio di cuore nella speranza di realizzare il sogno utopico di completare un sistema che mettesse fine alle sofferenze dell'umanità. Dopo che gli fu ordinato (probabilmente da Akira) di consegnare i desideri in suo possesso, capendo di essere solo stato usato come una pedina, Shuzo si suicidò gettandosi da una scogliera.
La Prigione di Shuzo si trova a Okinawa e rappresenta il peccato della desolazione; essa prende la forma di un laboratorio in rovina, in cui gli abitanti dell'isola subivano esperimenti sul cambio di cuore e venivano aizzati contro eventuali intrusi. Essendosi suicidato prima degli eventi del gioco, non incontra mai i Ladri Fantasma (il suo posto come Monarca è preso dal Custode della sua serratura), e il suo aspetto (a differenza di altri personaggi chiave come Wakaba Isshiki o Kasumi Yoshizawa) non viene mai mostrato, con solo la sua voce udibile sotto forma di registrazioni all'interno della Prigione. Dopo gli eventi di Okinawa, il suo cadavere viene trovato da Zenkichi e la sua morte viene successivamente usata da Akira Konoe per incastrare i Ladri Fantasma del suo omicidio.